# Haven Mountain
Haven Mountain är ett berg i Antarktis. Det ligger i Östantarktis. Australien gör anspråk på området. Toppen på Haven Mountain är 2 560 meter över havet.
Terrängen runt Haven Mountain är kuperad österut, men västerut är den platt. Haven Mountain är den högsta punkten i trakten. Trakten är obefolkad. Det finns inga samhällen i närheten. 